# MOJOFLY
MOJOFLY es una banda musical de Filipinas de estilo rock y pop-alternativo con la inclinación de otras bandas de rock actuales.
Se formó por el bajista Ricci Gurango en 1999 después de su salida de la banda Hungry Young Poets, en las multitudes tanto con el álbum debut titulado "Birth Day" (1999) y seguido de A Million Stories(2002), ambas han sido publicadas por Sony Music Filipinas. Pero en mayo de 2003, Nadal abandonó el grupo para darse a conocer en solitario. La banda lanzó un disco titulado acertadamente "MOJOFLY" (junio, de 2005), bajo el sello independiente de producciones "Lukas Musical" del artista y director de música editor Karin Araneta.
Actualmente, la promoción de MOJOFLY en una Edición Especial (agosto de 2006), el disco 2 extrajo un paquete original de'05 de larga duración y un A-VCD con las pistas de su primer gran concierto en el Museo de Música (septiembre de 2005) y el 3D -video musical animado de Tumatakbo.
En 2008, la banda cambió bajo el nombre de Delara.
DeLara permaneció activo de 2008 a 2011 y produjo dos álbumes de estudio (DeLara, 2008 y Just Free, 2010). 
En 2015, Mojofly comenzó a actuar en pequeños eventos de producción, pero no había anunciado públicamente su regreso. La banda pudo lanzar un sencillo titulado "Rally" en mayo de 2018 para plataformas en línea y de streaming invocando que Mojofly está de regreso con los miembros Kiko Montecillo en teclados, Beejay Valera en guitarra y Mark Reese Gelbolingo en bajo.
En marzo de 2019, Mojofly lanzó su último álbum  titulado Mula Noon. 
También lanzaron dos canciones grabadas durante la pandemia de COVID-19 de 2020, "Kapit-Lapit" y "Pwede Naman".

## Miembros
- Lougee Basabas
- Ali Alejandro
- Mark Reese Gelbolingo
- Kiko Montecillo
- Beejay Valera

### Anteriores integrantes
- Kitchie Nadal (1999–2003)
- JunJun Regelado - (1999–2002)
- Raymond Golamco - (1999–2001)
- Ricci Gurango - (1999–2008)
- Allan Elgar - (2004–2007)

## Discografía
- 1999 - cumpleaños (Sony Music Filipinas)
- 2002 - Un Millón de Historias (Sony Music Filipinas)
- 2003 - MOJOFLY - EP (lukas Música)
- 2005 - MOJOFLY ahora (lukas Música / IME)
- 2006 - Ahora MOJOFLY Especial 2-Disco Edition (lukas Música / IME)
- 2006 - Serie 2 en 1: MOJOFLY (Sony BMG Music Filipinas)

## Premios
- MTV Pilipinas 2006.[1]
- Tumatakbo nominado Mejor vídeo animado y Video Favorito Indie.
- Tumatakbo animadas favoritas Indie vídeo y vídeo.
- Rock Premios de 2005.
- Lougee Basabas de MOJOFLY nominado Mejor Hembra.
- PARI 16th Annual Awit Awards (2003) (2003).[2]
- Un Millón de Historias nombrado Mejor Álbum Package.
- NU107 Rock Awards 2002.[3]
- Junjun Regalado de MOJOFLY designados baterista del Año.